# グランド・セフト・オート2
『グランド・セフト・オート2』（グランド・セフト・オート トゥー、 英名:Grand Theft Auto 2）は、ニューヨークにあるロックスター・ゲームス社（GTA2の制作はスコットランドのロックスター・ノース）から1999年9月30日にて、PC向けに発売されたオープンワールド型クライムアクションゲームソフト。グランド・セフト・オートシリーズの第2作目（メインタイトルでは第2作目、ナンバリングタイトルでは第2作目）。略称はGTA2、グラセフ2。
現在、ロックスター・ゲームスにて、このゲームのオリジナル版（英語表記）がフリーソフトとしてダウンロード可能である。
次回作『グランド・セフト・オートIII』以降からはナンバリングタイトルはローマ数字になっている。時系列は不明でGTAIIIシリーズやGTAVシリーズとは異なる。
キャッチコピーは「過激度200%増し（当社比）」

## ゲームシステム
前作『グランド・セフト・オート』と同じ2D（x,y軸）、そして3つのステージ。画質など細かいところでも質の向上が見られるが、前作からの大きな変更点は「信頼度」の導入である。これは各面ごとに3つの犯罪組織が対立しており、ある組織に気に入られるとより報酬の高い仕事をもらえるが、その代わり敵対する別の組織から報復を受ける、というものである。このため高い自由度に加えて、常に各組織の顔色をうかがいながらゲームを進めていくという戦略性が加わった。また、アメリカ合衆国が舞台だった前作に比べて「ザイバツ」や「ヤクザ」という組織名やFunabashi（船橋）などの地名、日本語が流れるラジオなど、所々に日本を意識した作りが見られる。
プレイヤーは無数に使用されている自動車の中から自由に一台を選び使うことができる。一部のパトカーなどのように、稀にロックされている他は、ほとんど全ての自動車を使用できる。あらかじめ組織などから用意された車を使うミッションもあるものの、タイトルのように、基本的にこれらの自動車は窃盗しなければならない。実在する車を元にしたフィクションの車が登場。自由度は前作より大幅に高まった。
この自動車を用い、各島に存在している依頼者から仕事（大半が犯罪）を請け負ってこなしていくことがゲームの流れであり、基本はミッションゲームということができる。本編のミッションはほとんど犯罪・暴力に関係するものである。これは主人公が強盗に失敗し、護送中に脱走した犯罪者であることから、生活するには警察の目をかいくぐり、街を裏で仕切る犯罪組織や個人と手を組むという物語から発するためである。
なお、『グランド・セフト・オート2』はR-18である。また、導入部で流れる実写ムービーについてはロングバージョンが存在する。
一作目と同じようにインターネット及びLANを使用したネットワーク対戦に対応。海外製の専用ロビーソフトを使用することで容易に対戦を行うことができるが、ネットコードが貧弱であるため同期ずれなどが起こりやすく、海外プレイヤーとの対戦は実質不可能である。
死体からの流血表現は他作品と違って無くなっている。チートを使うと流血表現をONにすることができる。

## ラジオについて
車に乗ることでラジオを聞くことができ、曲をトークとともに楽しめるようになっている。

## 手持ち武器
近くに人がいるときは微妙にその方向に向かって弾が飛んでいくので、前作よりも当てやすい。
Pistol（ピストル）
連射が効かないが威力はそこそこ。ギャングのメンバーからも頂戴できる。
S-Uzi Machine Gun（マシンガン）
連射が効く。入手がしやすい武器。
Rocket Launcher（ロケットランチャー）
威力はとても高く、ほとんどの車を一撃で破壊する（人間に使った場合は吹っ飛ぶ）。弾道の描画もリアル。
ElectroGun（エレクトロガン）
近くにいる人や車に電撃攻撃。攻撃角度が広く、複数の対象を同時に攻撃できる。
Molotov Cocktails（火炎瓶）
投げた後、地面や壁に当たると燃え上がる。走りながら投げると遠くへ投げられる。また、ボタンを押している時間によって飛距離を変えられる。連射可能。
Grenades（手榴弾）
投げた後、しばらくすると爆発。走りながら投げると遠くへ投げられる。連射可。
Shotgun（ショットガン）
至近距離ではかなり強力。ただし、連射がものすごく遅い。FBIエージェントも装備している。
Flamethrower（火炎放射器）
炎に少しでも触れれば体に引火してアウト。その状態で車に乗ると爆発する。前作よりも射程が伸びる。Scientistが持っていることがある。
Silenced S-Uzi Machine Gun（サイレンサー付マシンガン）
音がしないので誰にも気付かれずに発砲できる。スペシャルエージェントも装備している。
Dual Pistol（二連式ピストル）
逆ハの字型に弾が飛ぶ。

## アイテム
Armor（防弾チョッキ）
無くなるまで10発まで撃たれても平気になる。
Cop Bribe（警察に賄賂）
取った瞬間、警察に賄賂を渡し、手配を取り消す。
Double Damage（ダブルダメージ）
60秒間、与えるダメージが2倍になる。
ElectroFingers（エレクトロフィンガー）
70秒間、接触した人に静電気で攻撃する。
Fast Reload（スーパー連射）
60秒間、武器の連射速度が上がる。
Get Outta Jail Free Card（ブタ箱免除カード）
警察に捕まっても1回だけ見逃してくれる。
Health（ヘルス）
ヘルスが完全に回復する。
Invisibility（透明人間）
60秒間、体が透明になり、誰にも見つからなくなる。
Invulnerability（不死身）
45秒間、武器で撃たれても死ななくなる。水に落ちたり、乗っている車が爆発したときはアウト。
Life +1（ライフアップ）
残りライフが1人増える。
Multiplier +1（ボーナス倍率アップ）
ボーナス倍率が1つ上がる。
Kill Frenzy（メッタ殺し）
メッタ殺しに突入する。
Respect!（信頼度アップ！）
その場所をテリトリーにしているギャングの信頼度が1つ上がる。Special Agent Carをスクラップするともらえる。

## ボーナスレート(MultiPlier)
レベルの最初に、次のレベルに行くために必要なポイントを教えてもらえる。クリアするためにはギャングからの仕事を成功させるなどしてポイントを集める必要がある。仕事に成功すると報酬を得られると同時にボーナスレートがアップする。
ボーナスレートとは得点の倍率のことで、例えば、ボーナスレートが2の時に2万ドルの仕事を成功させれば4万ドル獲得出来る。後半のマップは必要ポイントが高く、ある程度のボーナスレートを維持していかないとクリア出来ない。
各マップにおける必要ポイントと仕事の報酬（それぞれ緑、青、赤の電話で受けられる任務）
- ダウンタウン地域
  - 100万
    - 2万 4万 6万
- 住居地域
  - 300万
    - 3万 5万 7万
- 工業地域
  - 500万
    - 4万 6万 8万

## クラッシャーボーナス
盗んだ車をクレーンの下に持っていくと、クレーンで持ち上げられスクラップにされる。そして、残骸からアイテムが生産される。生産されるアイテムは車によって変わる。

## ギャング
グランド・セフト・オート2には7つのギャングが登場する。連中とうまくやっていくためにはそのギャングについてよく知っておく必要がある。各地域にそれぞれ3つのギャングがテリトリーを持っている。
その中に入れば、彼らの車や見張りが沢山いるので十分慎重に行動する必要がある。また、ギャング同士が出会った場合、殺し合いをすることもある。

### ギャング一覧
ザイバツ
全地域に出没する超巨大企業。構成員達は黒い戦闘服を着用。「Zタイプ」という車を乗り回している。ダウンタウンは「トニー松田」、住宅地帯は「レッド・バルデス」、工業地帯は「ウノ・カーブ」が仕切っている。主人公は「サスケ」と呼ばれる。
ヤクザ
その名の通り日本のヤクザ。構成員達は青い戦闘服を着て、「ミラノ」という車を乗り回している。「ジョニー・ズー」がリーダー。主人公は「コーイチ」と呼ばれる。
ルーニーズ
全くまとまりの無い不良たちの集団。緑色の戦闘服を着用。「デメンティア」という車を乗り回している。「エルモ」がリーダー。主人公は「ジャンボ」と呼ばれる。
レッドネック
「RVモービルパーク」と呼ばれるおんぼろ集落にたむろする右翼集団。青い袖の無い戦闘服を着ている。ギャングのマークがついた「ピックアップ」を乗り回している。「ビリー・ボブ・ビーン」がリーダー。主人公は「ルースター」と呼ばれる。
サイエンティスト（SRS）
科学のためなら暴力も辞さないマッドサイエンティストの集団。黄色の戦闘服を着ている。「メテオ」というハイテクカーを乗り回している。
「ドクター・ラブラット」がリーダー。主人公は「ミスターT」と呼ばれる。
ロシアン・マフィア
赤い戦闘服を着たロシア人ギャング。「ブルウォーク」という車を乗り回している。「ヤコヴ」がリーダー。主人公は「同志」と呼ばれる。
クリシュナ
オレンジ色の戦闘服に剃髪の宗教団体。「カーマバス」というバスを乗り回している。「サンビーム」がリーダー。主人公は「グラスホッパー」と呼ばれる。

## 信頼度メーター
新たに採用された信頼度メーターによって、三つ巴のギャングの中における自分の立場が分かる。このメーターは、ギャングの信頼が高ければ上がり、低ければ下がるようになっている。上手に世渡りするには常にギャングの顔色を気にする必要がある。裏切れば、当然ギャング達の報復も覚悟しなければならなくなる。
次のように行動すれば、ギャングからの信頼は上がっていく。
- そのギャングから与えられた仕事を成功させる
- 対立するギャングに攻撃を仕掛ける

逆に、次のようなことをしてしまえば、ギャングからの信頼は下がる。
- そのギャングから与えられた仕事に失敗する
- そのギャングに攻撃を仕掛ける

## 仕事
ギャングからの仕事の依頼は、全て公衆電話で受ける。仕事をしたければそのギャングのテリトリーに行き、呼び出し音の鳴り響く電話に出る。
電話の色は緑、黄色、赤の3種類あり、ギャングのリスペクトが高ければ高いほど、より高度な仕事を任されることになる。難しい仕事をこなせば当然報酬も膨大なものになっていく。
反対にリスペクトが低ければギャングから攻撃される。さらに2面の住宅地域以降ではリスペクトが低くなるほどその派閥の構成員が強力な武器を携帯するようになるため、テリトリーに侵入するなりロケット砲や火炎放射器の洗礼に晒される危険も出てくる。

## ショップ
ショップでは車に武器を装備させることができる。逃走用に便利なスリップオイル、地雷、破壊工作用の自爆用爆弾、車から攻撃できる車載マシンガン。
他に、前作にも登場したペイントショップがある。これらのショップは各地区数カ所に設置されている。

### ショップ サービス
Red Army Surplus
$5,000で自動車爆弾を装備できる。
Hell Oil
$10,000で10回分のスリップオイルを購入できる。
Max Paynt
$5,000で車の色を塗り替えられる。塗り替えると警察の手配が消え、車も修理される。
Gold Mines
$50,000で10個のコンパクト地雷を購入できる。
Smith & Heston's
$25,000で車載マシンガンを装備できる。

### 車載用武器
これらは車に装備できる武器。武器はショップで購入できる。高圧放水銃（Water Cannon）、車載機関銃（Jeep Gun）、戦車砲（Tank Gun）の武器は始めから装備されているもの。
Vehicle Oil Slick（スリップオイル）
路上にオイルを撒き散らし、その上に乗った車はスリップする。一度撒けば消えないので逃走時に便利。
Vehicle Mines（コンパクト地雷）
ボタンを押すと地面に設置。その上に車が乗ると爆発する。対人地雷にもなる。
Vehicle Machine Guns（車載マシンガン）
車のヘッドライトのあたりからマシンガンを発射できる。車に乗ったまま攻撃できるので便利。対戦時には恐ろしい武器となる。
Vehicle Bomb（自動車爆弾）
スイッチを入れて車を降りると数秒後に超強力な爆発が起こる。破壊工作用。
Instant Vehicle Bomb（？）
スイッチを入れるとすぐに爆発が起こる。通常プレイには登場しない没武器で、カスタムマップでその姿を見ることができる。
Water Cannon（高圧放水銃）
消防車に装備されている。水圧で人を殺す事ができ、車についた火を消すこともできる。旋回可能。あるミッションではこれの代わりに火炎放射器のついた消防車を運転する事も。
Tank Gun（戦車砲）
戦車に装備されている主砲。ロケット弾を発射できる。旋回可能。
Jeep Gun（車載機関銃）
装甲ランドローマーに装備されている。マシンガンを発射できる。旋回可能。